# Härnösands revir
Härnösands revir var ett skogsförvaltningsområde i Västernorrlands län som omfattade samtliga socknar i Gudmundrå, Säbrå och Nora tingslag, Edsele, Helgums, Långsele, Sollefteå, Graninge, Dals, Ytterlännäs och Torsåkers socknar samt av Indals-Lidens socken kronoparkerna Västra och Östra Oxsjö och av Ljustorps socken kronoparkerna Västra och Östra Laxsjö. Reviret var uppdelat i tre bevakningstrakter: Sollefteå, Säbrå och Laxsjö. De allmänna skogarna bestod 1910 av nio kronoparker om 18 258 hektar och 20 ecklesiastika boställens skogar om 7 646 hektar.